# Професионална оријентација
Професионална оријентација је сложен поступак при избору занимања чији је циљ да појединца, на основу систематског и детаљног проучавања његових психофизичких способности и особина личности, усмери на ону групу занимања у којима би, врло вероватно, имао највише успеха и задовољства у раду.

## Процес професионалне оријентације
Процес професионалне оријентације воде едуковани психолози или каријерни саветници који су своје образовање стекли у области саветовања. Најчешће се састоји из два дела: попуњавање психолошких и тестова личности, као и обављање дубинског разговора са појединцем где каријерни саветник сазнаје додатне информације и процељује вештина, знања и вредности појединца.
Професионална оријентација не може бити једнако организована у свим државама. Свака држава има различите друштвено-економске изазове, демографске трендове, систем образовања као и систем државних институција. Самим тим процес професионалне оријентације је усмерен на развој кадрова који одговарају националним изазовима.
Ипак, циљеви којима се стреми су исти у свим државама. Особа којој је потребна подршка за развој каријере, треба и да је добије.

## Елементи професионалне оријентације
Професионална оријентација може обухватити неколико различитих сервиса и услуга у завистности од типа оријентације која је потребна појединцу. Неке од најчешћих услуга и сервиса су:

#### Едукација из области професионалне оријентације
Различите врсте обука и тренинга који омогућавају младима да разумеју своја интересовања и вештине, али и обезбеђују знања о тржишту рада тако да им олакшавају доношење одлуке за своје будуће образовање и занимање.

#### Каријерно информисање
Обезбеђивање информација о занимањима, потребама на тржишту рада, образовним институцијама и другим активностима које се реализују у овој области (сајмови, праксе, волонтирање...).

#### Каријерно саветовање
Обавља се са појединцем које му омогућава да сагледа сопствене циљеве ради даљег професионалног развоја, доношења одлука у вези будуће каријере приликом тражења али и касније приликом обављања посла.

#### Посредовање у запошљавању
Пружање информација ради проналажења запослења или покретања сопственог бизниса, омогућавање стицања радног искуства кроз праксе.